# كاميهاميها الثاني
كاميهاميها الثاني (بالإنجليزية: Kamehameha II)‏ هو ثاني ملك على مملكة هاواي. ولد في سنة 1797 وبدأ حكمه في سنة 1819 بعد أن خلف أبيه كاميهاميها الأول. رفض هذا الملك اعتناق المسيحية بسبب حبه لتعدد الزوجات وللخمر. إحدى زوجاته كانت اخته الغير الشقيقة كامامالو. كان كاميهاميها الثاني أول ملك لهاواي يخرج من هاواي، حيث زار عدة دول مثل البرازيل حيث قابل هناك بيدرو الأول إمبراطور البرازيل. وثم اتجه إلى بريطانيا وقابل جورج كانينغ وزير الخارجية في بورتسموث، وخلال انتظاره مقابلة الملك جورج الرابع أصيب بالحمة وتوفي في لندن في 14 يوليو 1824 ليتم نقل جثمانه إلى هاواي. خلفه في الحكم أخيه كاميهاميها الثالث.